# Luis Heber De León
Luis Heber De León Pepelescov (Maldonado, 26 de junio de 1965) es un General del Aire y piloto militar uruguayo, que desde el 4 de marzo de 2020 se desempeñó como el 18.° Comandante en Jefe de la Fuerza Aérea Uruguaya.

## Biografía
De León nació el 26 de junio de 1965, en el Departamento de Maldonado, Uruguay. Cursó el tercer y cuarto año de sus estudios secundarios en el Liceo Militar N.° 4 "Gral. Juan Antonio Lavalleja".

### Formación
Tras ello, en 1983 ingresó a la Fuerza Aérea Uruguaya mediante la Escuela Militar de Aeronáutica, y habiendo aprobado el correspondiente curso de vuelo militar en aeronaves Cessna T-41D Mescalero y Beechcraft T-34 Mentor, De León se graduó el 20 de diciembre de 1986, como Alférez del Escalafón A (Aviadores) del Cuerpo Aéreo de la Fuerza Aérea. En 1992, realizó el Curso Elemental de Comando en la Escuela de Comando y Estado Mayor Aéreo (ECEMA) de la Fuerza Aérea, en el Aeródromo Militar "Capitán Juan Manuel Boiso Lanza" de Montevideo. Posteriormente, en 1995, realizó en Oklahoma, Estados Unidos de América, el curso AVSEC (Aviation Security) impartido por la Administración Federal de Aviación de los Estados Unidos.

## Carrera
Durante su carrera, De León ha prestado servicios en todas las Brigadas Aéreas de la Fuerza Aérea, las Brigadas Aéreas I, II y III. También se ha desempeñado como Jefe del Departamento de Adquisiciones Aeronáuticas, Jefe del Departamento de Administración de Personal, Comandante del Escuadrón Aéreo N.° 3 (Transporte), Jefe de División y Director del Transporte Aéreo Militar Uruguayo (TAMU), y como Subjefe del Estado Mayor General para Operaciones de la Fuerza Aérea.
En 2011, De León ascendió al grado de Coronel y también se convirtió en instructor de vuelo de aeronaves Lockheed C-130 Hercules. En 2014 fue nombrado Comandante de la Brigada Aérea III, y un año después, se convirtió en el Comandante de la Brigada Aérea II de Santa Bernardina, Durazno.
̟Entre 2011 y 2014, además, sirvió como representante del Instituto Antártico Uruguayo ante el Consejo de Administradores de Programas Antárticos Nacionales.
De León cuenta con más de 4700 horas de vuelo y ostenta la Alas Piloto Comandante de la Fuerza Aérea Uruguaya. Es Piloto Instructor de aeronaves de transporte CASA C-212 Aviocar desde 1994, habiendo realizado misiones de transporte no solo a través de Uruguay, sino que también al exterior, así como también vuelos de mantenimiento, sumado a participar en apoyo a los despliegues operativos de distintas unidades de vuelo de la Fuerza Aérea.
En 2016, ascendió al grado de Brigadier General, y en marzo de 2018 fue designado Comandante del Comando Aéreo Logístico. En enero de 2020, el entonces electo presidente de Uruguay, Luis Lacalle Pou, lo designó como Comandante en Jefe de la Fuerza Aérea, cargo que asumió el 4 de marzo de 2020,sucediendo al General del Aire Hugo Marenco, quien se desempeñaba como Comandante en Jefe de la Fuerza Aérea Uruguaya desde 2019. El General del Aire Luis De León entregó el mando de la Aeronáutica el lunes 3 de febrero de 2025.

## Información de vuelo
Calificación: Piloto Comandante.
Horas de vuelo: +4700.
Aeronaves voladas: T-41D, T-34B, C-212, C-130B.